# St. Johannes der Täufer (Erligheim)

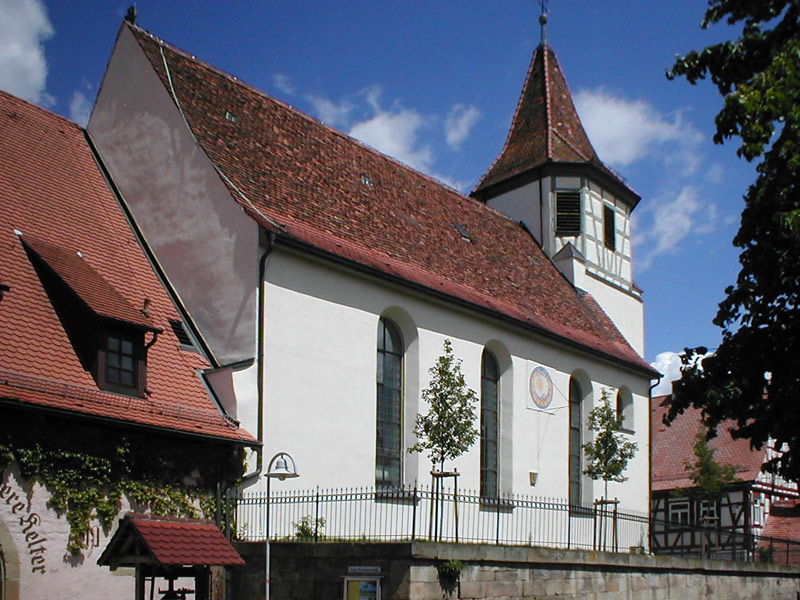
St. Johannes der Täufer in Erligheim

Die evangelische Pfarrkirche St. Johannes der Täufer ist ein geschütztes Kulturdenkmal nach dem Denkmalschutzgesetz. Sie steht in Erligheim, einer Gemeinde im Landkreis Ludwigsburg in Baden-Württemberg. Die Kirchengemeinde gehört zum Kirchenbezirk Besigheim der Evangelischen Landeskirche in Württemberg.

## Beschreibung
Die Saalkirche besteht aus einem 1740 neu gebauten Langhaus und einem Chorturm aus dem 13. Jahrhundert im Osten, der 1825 mit einem achteckigen Geschoss aus Holzfachwerk aufgestockt wurde, das den Glockenstuhl beherbergt und das mit einem achtseitigen Knickhelm bedeckt wurde.